# Kitengela
Kitengela – miasto w Kenii, hrabstwie Kajiado. Liczy 154,4 tys. mieszkańców.  